# Victorino (paroisse civile)
Pour les articles homonymes, voir Victorino.
Victorino est l'une des deux paroisses civiles de la municipalité de Maroa dans l'État d'Amazonas au Venezuela. Sa capitale est Victorino.